# Xinzhaiping (sockenhuvudort i Kina, Hunan Sheng, lat 29,13, long 109,89)
Xinzhaiping (kinesiska: 新寨坪, 新寨乡) är en sockenhuvudort i Kina. Den ligger i provinsen Hunan, i den södra delen av landet, omkring 320 kilometer väster om provinshuvudstaden Changsha. Antalet invånare är 9 033. Befolkningen består av 4 047 kvinnor och 4 986 män. Barn under 15 år utgör 17,0 %, vuxna 15-64 år 70 %, och äldre över 65 år 12,0 %.
Runt Xinzhaiping är det ganska tätbefolkat, med 116 invånare per kvadratkilometer. Närmaste större samhälle är Lingxi, 15,1 km söder om Xinzhaiping. I omgivningarna runt Xinzhaiping växer huvudsakligen savannskog.
Genomsnittlig årsnederbörd är 1 711 millimeter. Den regnigaste månaden är maj, med i genomsnitt 288 mm nederbörd, och den torraste är december, med 22 mm nederbörd.